# イサマル
座標: 北緯20度55分53秒 西経89度01分04秒 / 北緯20.93139度 西経89.01778度
イサマル（Izamal）は、メキシコのユカタン州にある自治体。州都メリダの東72キロメートルに位置する。先コロンブス期以来の都市であり、巨大なピラミッドで知られる。スペインによるアメリカ大陸の植民地化以降も町として発展した。町の多くの建物が黄色に塗られており、「黄色い町」(La Ciudad Amarilla)の別名がある。2002年にプエブロ・マヒコに選出された。

## 歴史

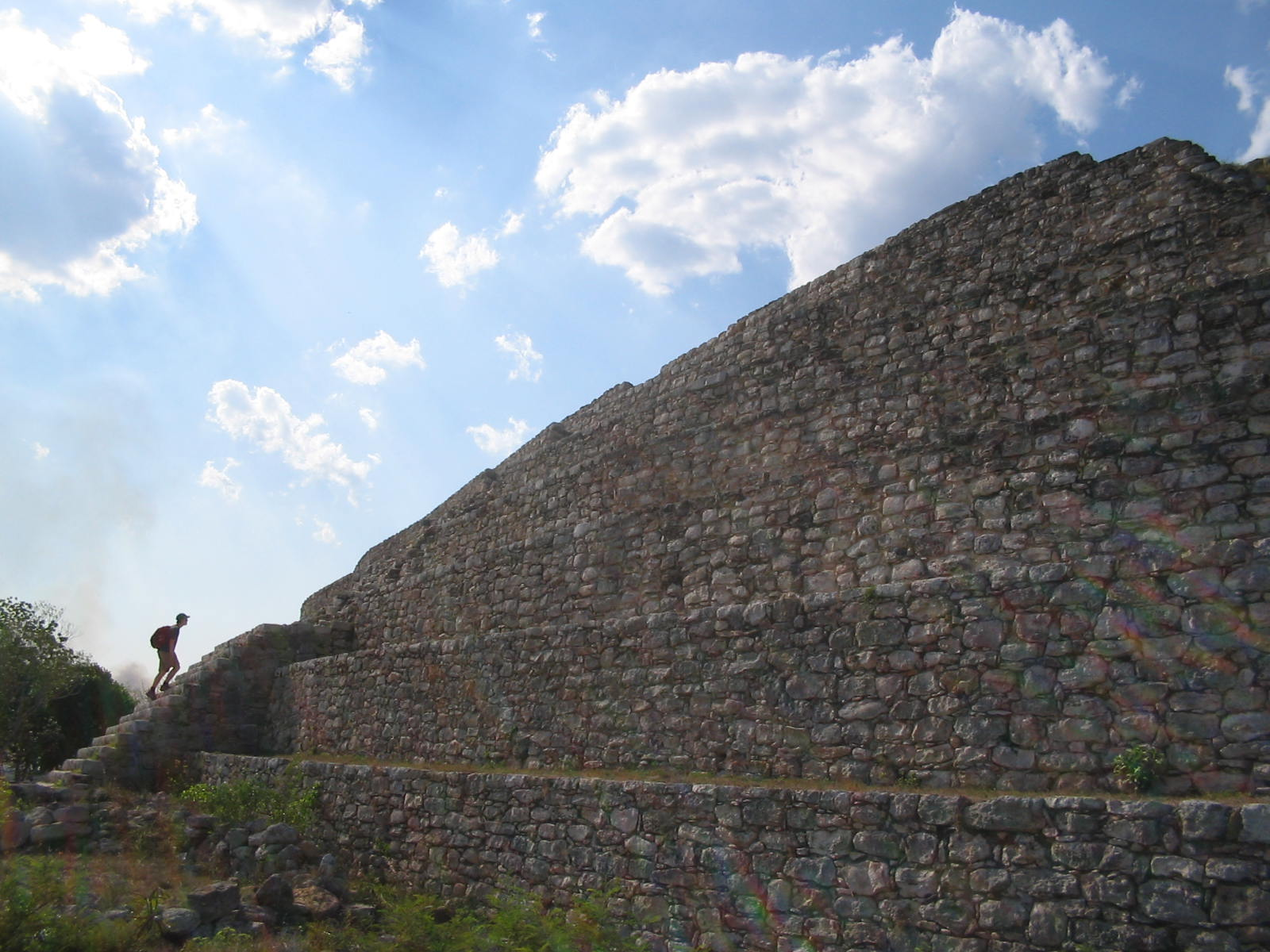
キニチ・カクモのピラミッド

先コロンブス期のイサマルの遺跡は充分調査されておらず、歴史には不明な点が多い。イサマルは形成期中期に定住がはじまり、形成期後期から古典期前期にかけて巨大な建造物が造られた。キニチ・カクモと名づけられた巨大なピラミッドは北部マヤ低地で最大の建造物であり、古典期前期のものらしい。この10段からなるピラミッドは35メートルの高さを持ち、基部の面積は8000平方メートルある。イサマルは古典期において地方の中心地であり、周辺の町とサクベによってつながっていた。
古典期終末期になると、南東のチチェン・イッツァが台頭し、イサマルの人口は急減した。しかしその後も15世紀中頃までイサマルは商業、とくに塩の貿易の中心地でありつづけた。
16世紀にスペイン人がやってきたとき、イサマルは主にイツァムナー信仰の巡礼地として使われていた。スペイン人はイサマルの巨大なピラミッドに驚いた。ディエゴ・デ・ランダの監督により、この巨大建築のひとつを破壊して、1553年にその跡にフランシスコ会のサン・アントニオ・デ・パドゥア修道院と教会が建設された。